# Albert Huet
Pour les articles homonymes, voir Huet.
Albert Huet est un homme politique français né le 16 mai 1829 à Paris et décédé le 29 décembre 1902 à Paris.

## Biographie
Licencié en droit en 1851, il est secrétaire de la conférence des avocats à Paris. En 1860, il est chef de cabinet de Billault, ministre sans portefeuille, puis en 1863, il dirige le service législatif et de la comptabilité au ministère d’État. Il devient substitut au tribunal de la Seine en 1864, puis juge en 1865. il démissionne en 1869, pour se faire élire député de Saône-et-Loire, siégeant dans la majorité soutenant le Second Empire. Maire de Perrigny-sur-Loire et conseiller général du canton de Bourbon-Lancy (1870-1871), il reprend ses activités d'avocat après la chute du Second Empire.
Albert Huet meurt le 29 décembre 1902 à Paris et est enterré au cimetière du Père-Lachaise (48e division).

## Sources
- « Albert Huet », dans Adolphe Robert et Gaston Cougny, Dictionnaire des parlementaires français, Edgar Bourloton, 1889-1891 [détail de l’édition]